# Breviparopus
Breviparopus är det vetenskapliga namnet på ett spårfossil av en dinosaurie, som endast är känd från fossila fotspår som man hittade i Marocko 1980. Spåren har daterats till mellersta juraprioden, ca 160-170 miljoner år sedan. Med största sannolikhet härrör spåren från en jättelik sauropod (en stor grupp växtätande dinosaurier som omfattar de största landlevande djur som någonsin funnits) men eftersom man inte hittat några benrester har man inte kunnat avgöra ens vilken sauropodfamilj djuret tillhörde.
Trots avsaknaden av benfossil har den enorma storleken på fotspåren (115*50 cm) emellertid gjort att fynden är mycket omdiskuterade. Fotspår ger en bra indikation på ett djurs storlek och om fotspåren stod i proportion till fotspåren från andra enorma sauropoder som till exempel Argentinosaurus, Puertasaurus, Seismosaurus och Brachiosaurus var detta djur troligen hela 48 meter långt. Breviparopus skulle därmed (med undantag av den likaledes mycket dåligt kända Amphicoelias) vara det längsta kända ryggradsdjuret och en av de absolut största dinosaurier man känner till.
Fram tills man hittar benrester är det emellertid omöjligt att göra en någorlunda säker bedömning av Breviparopus storlek. Om den var en diplodocid, d v stillhörde samma sauropodfamilj som till exempel Diplodocus och Apatosaurus är det troligt att den var betydligt lättare byggd än till exempel Puertasaurus och därmed även betydligt lättare. Puertasaurus beräknas ha vägt upp till 110 ton.